# Isonema infundibuliflorum
Isonema infundibuliflorum là một loài thực vật có hoa trong họ La bố ma. Loài này được Stapf mô tả khoa học đầu tiên năm 1898.